# 狼叫屲遗址
狼叫屲遗址，位于中国甘肃省天水市武山县，为一个全国重点文物保护单位，类型为古遗址。
狼叫屲遗址的历史年代为旧石器时代、新石器时代。